# George Simpson Drynan Pattullo
George Simpson Drynan Pattullo (Glasgow, Escòcia, 4 de novembre de 1888 - Putney, Londres, Anglaterra, 5 de setembre de 1953) fou un futbolista escocès de la dècada de 1910.

## Trajectòria
Fou el típic sportman de començaments de segle xx, practicant gran quantitat d'esports com el tennis, el rugbi, l'hoquei o el futbol. Va d'arribar a Barcelona per motius de negocis, i Hans Gamper, després de veure'l marcar cinc gols al camp de la Conreria de Badalona, en un partit amistós entre la colònia britànica i l'Universitari SC, el va convèncer per incorporar-se al FC Barcelona.
Debutà amb el Barcelona el 24 de setembre de 1910, en un amistós davant el RCD Espanyol que acabà 1-1, amb gol de Pattullo. Marcà 41 gols en 20 partits durant la temporada 1910–11, en la qual guanyà el campionat de Catalunya. Fou descrit com el "el britànic més influent de tots els temps" per al club.
Retornà a Escòcia el maig de 1911 a causa dels seus negocis. No obstant, el 1912 fou cridat per jugar la semifinal de la Copa dels Pirineus davant l'Espanyol, disputant el seu darrer partit com a blaugrana el 10 de març de 1912, marcant dos gols en la victòria per 3-2.
Retornà al Regne Unit abans de la Primera Guerra Mundial, on participà com a militar i rebé la Creu Militar. També fou entrenador del Balears FC breument el 1930. El 17 d'abril de 1928 va rebre un homenatge al Camp de Les Corts, on realitzà la sacada d'honor en un partit entre el FC Barcelona i el Real Oviedo.

## Palmarès
- Campionat de Catalunya de futbol:
  - 1910-11
- Copa dels Pirineus:
  - 1912